# Onthophagus ventralis
Onthophagus ventralis là một loài bọ cánh cứng trong họ Bọ hung (Scarabaeidae).